# 섬너 웰스

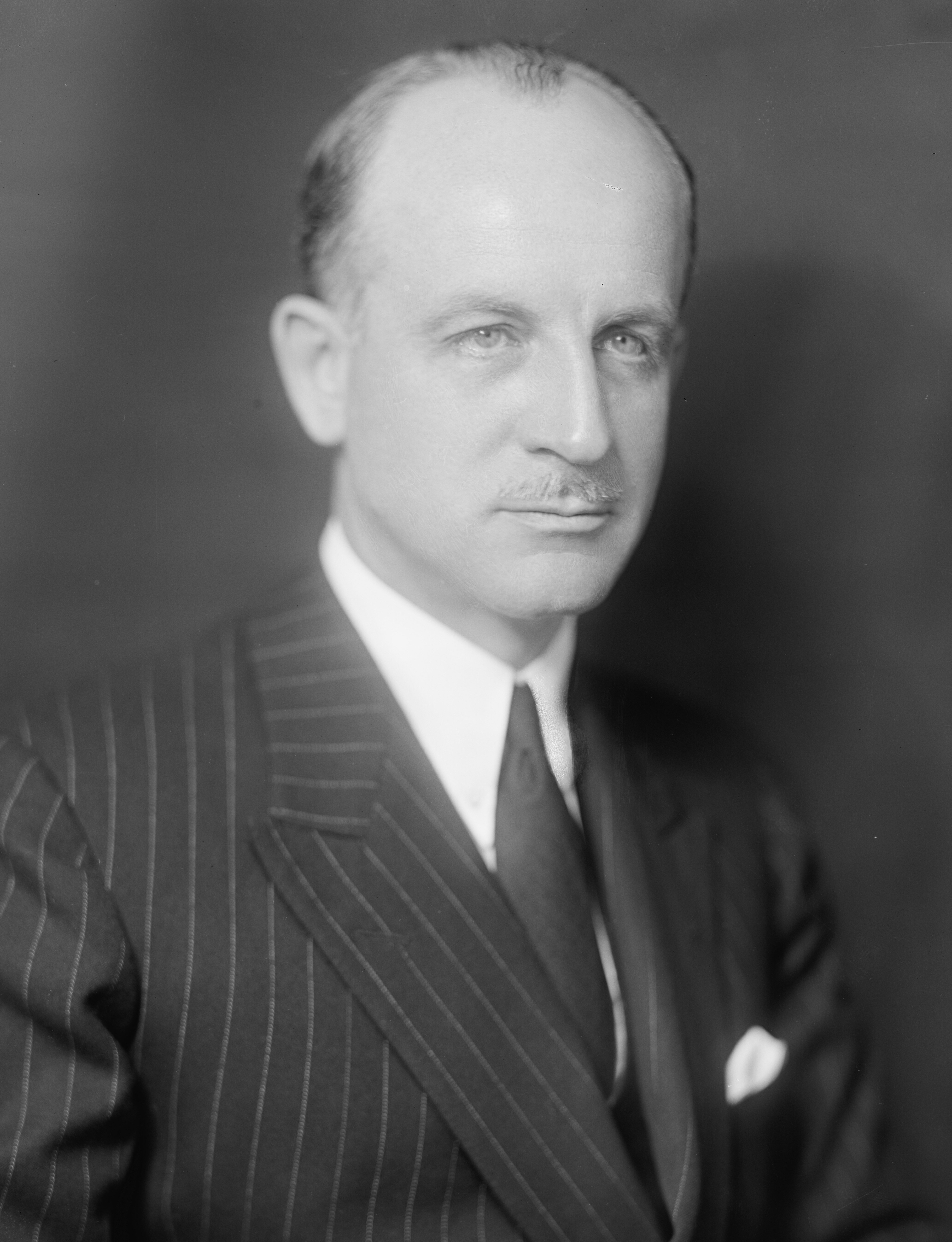

벤저민 섬너 웰스(영어: Benjamin Sumner Welles, 1892년 10월 14일~1961년 9월 24일)는 미국의 정부 관료이자 외교관이다. 프랭클린 D. 루스벨트 대통령의 주요 외교 정책 고문이었으며 루즈벨트 대통령 재임 기간인 1936년부터 1943년까지 국무부 차관을 역임했다.
뉴욕시에서 부유하고 연줄이 좋은 정치 가문에서 태어난 웰스는 1914년에 하버드 칼리지를 졸업했다. 가족 친구였던 프랭클린 루스벨트의 조언에 따라 외무부에 들어갔다. 웰스는 미국 원칙이 자유 민주주의, 자유 무역 자본주의, 국제법, 국가 연맹 및 식민주의 종식을 기반으로 국제 시스템을 재정렬할 수 있는 방법에 대한 우드로 윌슨의 아이디어에 흥미를 느꼈다.
웰스는 라틴 아메리카 외교 문제를 전문으로 다루었으며 워싱턴과 현장에서 여러 직책을 맡았다. 캘빈 쿨리지 대통령은 웰스의 이혼 때문에 불신을 품고 그를 외무부에서 해임했다. 웰스는 몇 년 동안 공직을 그만두고 도미니카 공화국의 역사에 관한 책을 썼다.
1932년 루즈벨트가 대통령으로 당선되었을 때 그는 웰스에게 라틴 아메리카 담당 차관보로서 라틴 아메리카 담당을 맡겼다. 웰스는 쿠바 대통령 헤라르도 마차도(Gerardo Machado)를 권력에서 제거하고 그를 경쟁자인 카를로스 마누엘 드 세스페데스 이 케사다(Carlos Manuel de Céspedes y Quesada)로 교체하는 협상에 깊이 관여했다. 나중에 국무부 차관으로 승진하여 라틴 아메리카 문제에서 계속 활동했지만 1939년 유럽에서 제2차 세계 대전이 시작되면서 유럽 문제로도 확대되었다. 1940년에 그는 소련을 비난하는 웰스 선언을 발표했다. 발트해 연안 국가들을 점령하고 미국이 1941년 전쟁에 참전하자 소련과 서방 동맹국들 사이에 사소한 논쟁거리가 된 것으로 판명되었다. 웰스는 미국의 힘과 고위 지위를 이용하여 다른 나라의 내정에 침입했다. 미국 정책을 지지한 지도자들. 프랑스가 멸망한 후, 그는 프랑스가 더 이상 강대국이 아니기 때문에 프랑스 문제를 격하시켰다. 루스벨트는 웰스의 적이 된 공식 국무 장관 코델 헐보다 웰스에 훨씬 더 의존했다.
웰스는 1943년 두 명의 남성 철도 포터에게 성관계를 제안한 사건에 대한 소문이 그의 적들에게 퍼지기 시작한 후 Hull 장관에 의해 공직에서 쫓겨났다. 사생활로 돌아온 그는 계속해서 외교에 관한 책을 썼고 언론 기관의 고문이되었다. 전후 "적색 공포" 기간 동안 하원 반미 활동 위원회의 표적이 되었지만 공식적으로 제재를 받은 적은 없었다. 1961년 뉴저지에서 사망했으며, 세 번째 부인과 첫 번째 결혼에서 얻은 두 자녀를 두었다.